# Ngõa Bang
Bang Wa (tiếng Wa: Mēng Vax, Mường Ngoã, tiếng Parauk: Meung Pa-Raog hoặc Meung Vax|tiếng Trung: 佤邦; bính âm: Wǎ Bāng; Wade–Giles: Wa3 Pang1|tiếng Miến Điện: ဝပြည်နယ်) hay Ngõa Bang là một quốc gia độc lập trên thực tế và khu vực tự quản tại Myanmar có hệ thống chính trị, đơn vị hành chính và quân đội riêng.. Trong khi chính quyền Ngõa Bang công nhận chủ quyền của Myanmar đối với toàn bộ lãnh thổ của mình, điều này không bao gồm lòng trung thành với bất kỳ chính phủ cụ thể nào. Hiến pháp Myanmar năm 2008 chính thức công nhận phần phía bắc của Ngõa Bang là Phân khu tự quản Wa của bang Shan. Nó được điều hành như một nhà nước xã hội chủ nghĩa độc đảng trên thực tế do Đảng Ngõa Bang thống nhất (United Wa State Party - UWSP) lãnh đạo, đảng này tách khỏi Đảng Cộng sản Miến Điện (CPB) vào năm 1989. Ngõa Bang được chia thành ba quận, hai đặc khu và một khu phát triển kinh tế. Thủ phủ hành chính của Ngõa Bang là Pangkham (tiếng Trung: 邦康; Hán-Việt: Bang Khang; bính âm: Bāngkāng, trước đây gọi là Panghsang, 邦桑, Bang Tang). Tên Wa bắt nguồn từ nhóm dân tộc Wa, những người nói một ngôn ngữ Nam Á.

## Chính trị và xã hội

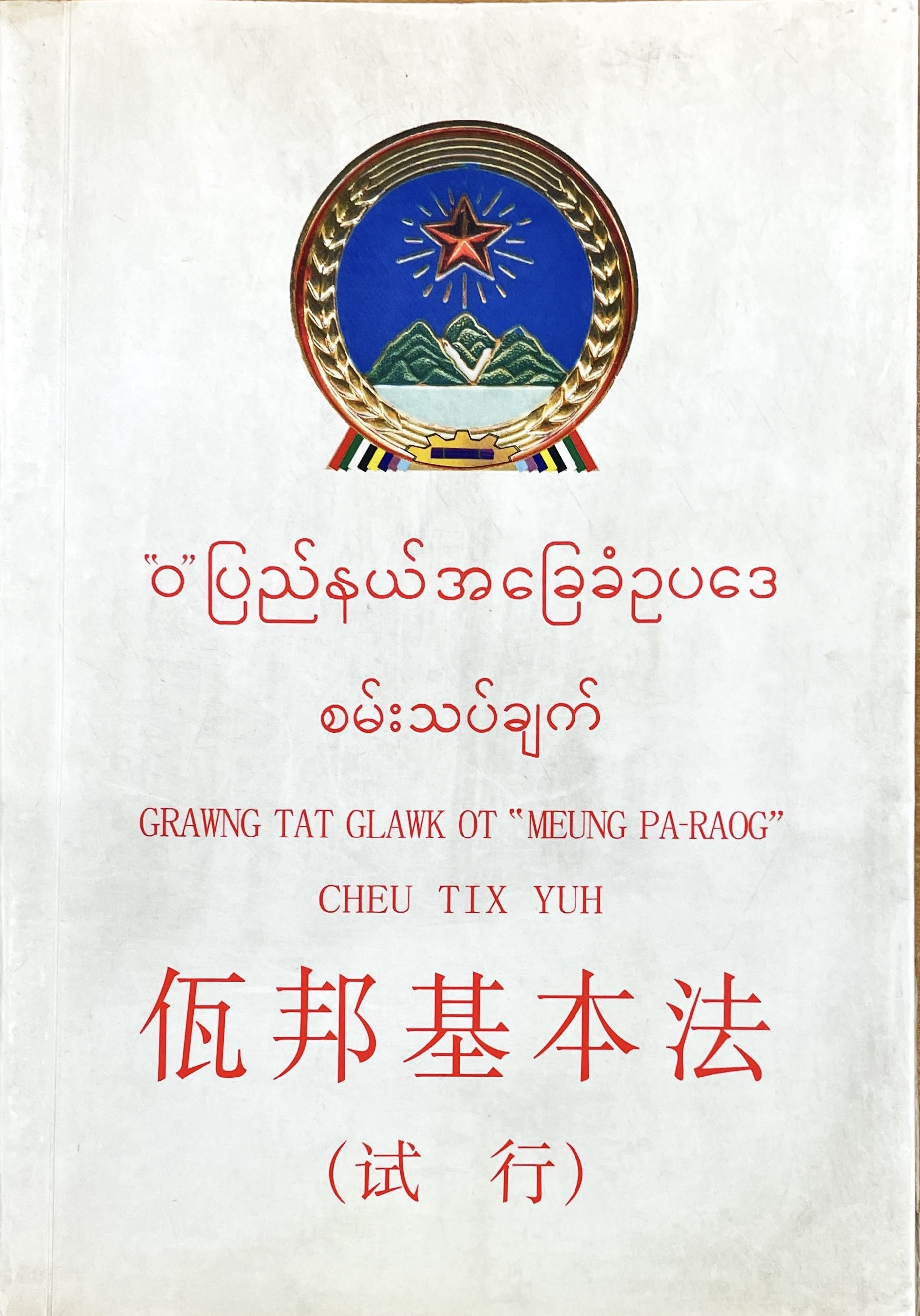
Luật cơ bản của Ngõa Bang

Ngõa Bang được chia thành hai vùng phía bắc và phía nam tách biệt với nhau, với vùng phía nam rộng 13.000 km2 (5.000 dặm vuông Anh) giáp với Thái Lan và bao gồm 200.000 người. Tổng diện tích của khu vực do Ngõa Bang kiểm soát là khoảng 27.000 km.(tr4) Các lãnh đạo chính trị của Ngõa Bang hầu hết đều là người Ngõa.
Do tiếng Ngõa không có chữ viết, ngôn ngữ làm việc của chính quyền Ngõa Bang là tiếng Quan Thoại. Tiếng Quan Thoại Tây Nam và tiếng Ngõa được người dân sử dụng rộng rãi, với ngôn ngữ giáo dục là tiếng phổ thông Trung Quốc. Các chương trình truyền hình trong Ngõa Bang được phát bằng cả tiếng Quan Thoại và tiếng Wa. Hàng hóa trong Ngõa Bang được mang từ Trung Quốc sang và đồng nhân dân tệ thường được sử dụng để trao đổi. China Mobile có vùng phủ sóng di động ở một số khu vực của Ngõa Bang
Cơ quan hành chính cao nhất của Ngõa Bang là Chính phủ nhân dân (tương đương với Nhà nước và Chính phủ ở các nước khác), đứng đầu là Chủ tịch Chính phủ đồng thời cũng là Tổng tư lệnh quân đội, người hiện nay nắm giữ quyền lãnh đạo là Bào Hữu Tường (tên tiếng Wa: Tax Log Pang)

### Chính quyền
Chính quyền Ngõa Bang mô phỏng nhiều đặc điểm chính trị của chính quyền Cộng hòa Nhân dân Trung Hoa, có một đảng trung ương được gọi là Đảng Ngõa bang Thống nhất, cũng có một Ủy ban Trung ương và một Bộ Chính trị. Bang Wa cũng có Đại hội Nhân dân Wa và Hội nghị Hiệp thương Chính trị Nhân dân Wa, tương ứng mô phỏng Đại hội Nhân dân Toàn quốc và Hội nghị Hiệp thương Chính trị Nhân dân Trung Quốc. Trước cuộc đảo chính ở Myanmar năm 2021, trong khi Ngõa Bang có quyền tự chủ cao khỏi sự kiểm soát của chính quyền trung ương ở Naypyidaw, mối quan hệ của họ dựa trên sự chung sống hòa bình và Ngõa Bang công nhận chủ quyền của chính quyền trung ương đối với toàn bộ Myanmar.

### Hệ thống pháp luật
Hệ thống pháp luật tại Ngõa Bang dựa trên hệ thống luật dân sự, có tham chiếu đến luật pháp của Trung Quốc. Tính đến ít nhất là năm 2015, Ngõa Bang áp dụng án tử hình (đã bị bãi bỏ ở cấp quốc gia tại Myanmar) đối với hành vi tấn công có vũ trang, hiếp dâm, giết người và ngược đãi trẻ em.(tr53) Sau khi bị kết án tử hình, tù nhân được đưa thẳng đến nơi hành quyết.
Có các trại lao động ở Wa State và người thân của những người bị giam giữ hoặc bị bắt đi lính thường bị nhà nước bắt làm con tin. Nhà nước được quản lý bởi một mạng lưới phiến quân Maoist, các nhà lãnh đạo truyền thống như tù trưởng, doanh nhân và thương nhân, không có bầu cử dân chủ hoặc pháp quyền
Hầu hết mọi người không có thẻ căn cước Trung Quốc hoặc Myanmar, nhưng thẻ căn cước Ngõa Bang thường được công nhận ở các quốc gia đó. Công dân có thể dễ dàng nhập cảnh nếu họ tránh các cửa khẩu biên giới chính thức.

### Nhân khẩu học
Tôn giáo được thực hành nhiều nhất, vượt qua Hồi giáo, Phật giáo và các tôn giáo dân gian, là Cơ đốc giáo, mặc dù chính quyền thế tục thường xuyên đàn áp tôn giáo này. Một ví dụ cho điều này là chiến dịch chống lại các nhà thờ được xây dựng sau năm 1992 vào tháng 9 năm 2018.
Trước đây có tới 100.000 công dân Trung Quốc cư trú tại Ngõa Bang, nhiều người trong số họ tham gia kinh doanh. Năm 2021, chính quyền Trung Quốc đã ra lệnh cho họ trở về quê hương để chống lại hành vi gian lận trực tuyến mà nhiều người trong số họ bị cáo buộc thực hiện. Cuộc di cư của người Trung Quốc đã tác động tiêu cực đến nền kinh tế của Ngõa Bang.

## Lịch sử
Trong một thời gian dài, các bộ lạc người Ngõa phân tán xung quanh núi Kawa, không có sự cai quản thống nhất. Dưới thời nhà Thanh, khu vực trở nên tách biệt với sự kiểm soát quân sự bộ lạc của người Dai. Sự cai trị của Anh ở Miến Điện không quản lý các Ngõa Bang avà biên giới với Trung Quốc vẫn chưa được xác định.
Từ cuối những năm 1940, trong Nội chiến Trung Quốc, tàn quân của Quốc dân Cách mạng quân Trung Quốc đã rút lui về lãnh thổ bên trong Miến Điện khi những người cộng sản tiếp quản Trung Quốc đại lục. Trong khu vực miền núi, lực lượng Quốc dân đảng của Sư đoàn 237 Quân đoàn 8 và Sư đoàn 93 Quân đoàn 26 đã giữ vững vị trí của mình trong hai thập kỷ để chuẩn bị cho một cuộc phản công vào Trung Quốc đại lục. Dưới áp lực của Liên hợp quốc, cuộc phản công đã bị hủy bỏ và quân đội được triệu hồi về miền bắc Thái Lan và sau đó trở lại Đài Loan; tuy nhiên, một số binh lính đã quyết định ở lại Miến Điện. Phía đông sông Salween, các nhóm du kích bộ lạc bản địa đã thực hiện quyền kiểm soát với sự hỗ trợ của Đảng Cộng sản Miến Điện.
Trong những năm 1960, Đảng Cộng sản Miến Điện đã mất căn cứ hoạt động của mình ở miền trung Miến Điện, và với sự hỗ trợ của những người cộng sản Trung Quốc, đã mở rộng trong các vùng biên giới ở đông bắc. Nhiều thanh niên trí thức từ Trung Quốc đã gia nhập Đảng Cộng sản Miến Điện, và những lực lượng này cũng đã thu hút nhiều du kích địa phương. Những người cộng sản Miến Điện đã giành được quyền kiểm soát Pangkham, nơi đã trở thành căn cứ hoạt động của họ. Người Ngõa, cũng như các dân tộc khác, đã đấu tranh để giành quyền tự trị từ Miến Điện, họ ủng hộ Miến Điện Cộng sản Đảng.
Đến cuối thập niên 1980, các dân tộc thiểu số ở đông bắc Miến Điện trở thành một thế lực chính trị tách biệt với Đảng Cộng sản Miến Điện. Vào ngày 17 tháng 4 năm 1989, lực lượng vũ trang của Bao Youxiang tuyên bố ly khai khỏi Đảng Cộng sản Miến Điện, và thành lập Đảng các dân tộc Myanma Liên hiệp, sau đó trở thành Đảng Ngõa Bang Thống nhất. Vào ngày 18 tháng 5, Quân đội Ngõa Bang Thống nhất đã ký một hiệp định ngừng bắn với Hội đồng Hòa bình và Phát triển Liên bang (SLORC), thay thế chế độ quân sự của Ne Win sau Cuộc nổi dậy 8888.
On 18 May, the United Wa State Army signed a ceasefire agreement with the State Law and Order Restoration Council, which replaced Ne Win's military regime following the 8888 Uprising. Sau lệnh ngừng bắn, chính phủ Myanmar bắt đầu gọi khu vực này là "Shan State Special Region No. 2 (Wa Region)"(tr111–112) (Parauk: Hak Tiex Baux Nong (2) Meung Man; tiếng Trung: 缅甸掸邦第二特区; tiếng Miến Điện: "ဝ" အထူးဒေသ(၂)).
Vào những năm 1990, Ngõa Bang đã giành được khu vực phía Nam bằng vũ lực. Từ năm 1999 đến năm 2002, 80.000 cựu nông dân trồng thuốc phiện từ khu vực phía bắc của Ngõa Bang đã bị cưỡng bức tái định cư vào phía nam màu mỡ hơn để sản xuất lương thực, cải thiện an ninh lương thực và đặt nền tảng cho lệnh cấm sản xuất ma túy ở Ngõa Bang. Một số nhóm báo cáo rằng hàng nghìn người đã chết do tái định cư.
Căng thẳng giữa chính phủ Trung ương và Ngõa Bang đã lên cao vào năm 2009. Trong thời gian này, sáng kiến hòa bình do Ngõa Bang đề xuất đã bị chính phủ Myanma từ chối. Ngày 27 tháng 4 năm 2010, Chính phủ Myanmar  đã cảnh báo rằng chương trình WHP có thể đẩy Myanmar và Ngõa Bang vào xung đột sâu hơn nữa.
Năm 2012, Ngõa Bang bắt đầu một chương trình xây dựng đường lớn để kết nối tất cả các thị trấn với đường nhựa.(tr60) Đến năm 2014, đường nhựa chạy qua các thị trấn phía bắc của Ngõa Bang và kết nối các thị trấn Wa là Kunma, Nam Tit và Mengmao với các thị trấn Trung Quốc là Cangyuan và Ximeng.(tr60)
Sau cuộc đảo chính ở Myanmar năm 2021, Ngõa Bang bắt đầu phản đối chính phủ Myanmar trực tiếp hơn, chuyển hướng khỏi chiến lược "phòng thủ trước" của họ bằng cách hỗ trợ các lực lượng chống chính phủ nhỏ hơn về mặt quân sự, vốn được cho là để ngăn Tatmadaw vi phạm lệnh ngừng bắn, với mục tiêu mở rộng ảnh hưởng chính trị và quân sự của họ về phía miền Trung Myanmar.
Khi giao tranh ở phía bắc bang Shan leo thang vào cuối tháng 10 và đầu tháng 11 năm 2023, Ngõa Bang đã giữ lập trường trung lập, kêu gọi ngừng bắn vào ngày 1 tháng 11. UWSP một lần nữa tuyên bố rằng họ sẽ trả đũa bất kỳ hành động quân sự nào chống lại Ngã Bang.
Căng thẳng giữa Ngõa Bang và Thái Lan gia tăng vào tháng 11 năm 2024 do sự hiện diện của các căn cứ UWSA bị cáo buộc xâm phạm lãnh thổ Thái Lan.

## Phân chia
Ngõa Bang gồm có bảy huyện được chính phủ Myanma nhìn nhận thuộc về bang Shan. Bên trong, Ngõa Bang chia lãnh thổ của mình thành 15 huyện.
| Huyện Kho Pang của bang Shan - Huyện Yiang Chen - Huyện Nawi Huyện Mong Mau của bang Shan - Huyện Gong Ming Shan - Huyện Gelong Ba Huyện Pang Wai của bang Shan - Huyện Kun Ma - Huyện Wang Len Huyện Man Phang của bang Shan - Huyện Lien He |  | Huyện Nah Parn của bang Shan - Huyện Yin Pan Huyện Pang Yang của bang Shan - Huyện Pang Yang - Huyện Ting Aw - Huyện Weng Kao - Huyện Pangh Sang Huyện Mong Yang của bang Shan - Huyện Mong Pawk - Huyện Mong Ngen - Huyện Hotao |

## Địa lý và kinh tế
Khu vực Ngõa Bang chủ yếu là núi non, với các thung lũng sâu. Những điểm thấp nhất của Ngõa Bang cao xấp xỉ 600 mét so với mực nước biển, các đỉnh cao nhất vượt quá 3000 mét. Ban đầu, Ngõa Bang dựa nhiều vào sản xuất thuốc phiện. Với sự hỗ trợ của Trung Quốc, đã có một sự chuyển dịch hướng sang các đồn điền trồng cao su và chè. Năm 2005, Quân Ngõa Bang Liên hiệp tuyên bố Ngõa Bang là một khu vực không có ma túy và trồng anh túc bị cấm. Do việc tái định cư người dân từ vùng núi xuống thung lũng màu mỡ, Ngõa Bang cũng trồng lúa nước, ngô và rau xanh. Ngõa Bang phụ thuộc lớn về mặt kinh tế vào Trung Quốc, với các giúp đỡ tài chính và cung cấp các cố vấn quân sự và dân sự cùng vũ khí. Ngõa Bang có 82 dặm (133 km) biên giới với Trung Quốc.